# Johann von Wenisch
Johann rytíř von Wenisch (2. srpna 1802 Radonice – 8. března 1895 Štýrský Hradec) byl rakouský a český soudce a politik německé národnosti, v 60. letech 19. století poslanec Českého zemského sněmu a Říšské rady.

## Biografie
Narodil se roku 1802 v Radonicích v Žateckém kraji. Po dokončení právnických studií nastoupil k soudu v regionu Innviertel. V roce 1848 byl zvolen za poslance celoněmeckého Frankfurtského parlamentu. Po soudní reorganizaci byl v roce 1850 jmenován prezidentem zemského soudu v Chebu a odtud povolán roku 1853 do soudní organizační komise v Praze a následně přešel na post viceprezidenta vrchního zemského soudu v uherské Pešti. Později byl jmenován prezidentem vrchního zemského soudu v Prešpurku, kde působil do roku 1861. V závěru své profesí kariéry působil na soudu ve Štýrském Hradci a počátkem 70. let odešel do penze.
V roce 1852 byl jmenován čestným občanem Chebu. Tehdy je uváděn jako prezident zemského soudu, toho času ve výslužbě a prezident vrchního zemského soudu. Bydlel v Chebu. Působil rovněž jako druhý prezident vrchního zemského soudu v Štýrském Hradci. Byl mu udělen Řád železné koruny. Řád získal roku 1855, tedy v době svého působení coby viceprezident vrchního zemského soudu v Pešti. Kromě toho získal Řád Františka Josefa. Byl doktorem práv a čestným občanem nejen v Chebu, ale i ve Františkových Lázních a Tachově.
2. května 1855 byl povýšen na rytíře. V únoru 1868 získal titul svobodného pána (barona).
V 60. letech 19. století se zapojil do české i celostátní politiky. Již v roce 1861 byl dodatečně zvolen na Český zemský sněm v kurii venkovských obcí (obvod Tachov – Přimda). Tehdy byl uváděn jako prezident vrchního zemského soudu, bytem v Linci. V zemských volbách v Čechách v lednu 1867 mandát v tomto obvodu obhájil, stejně jako v krátce poté konaných zemských volbách v březnu 1867. Zasedal také v Říšské radě (celostátní zákonodárný sbor), kam ho vyslal zemský sněm v 1861. Zastupoval tu, stejně jako na sněmu, kurii venkovských obcí, obvod Tachov, Přimda.
Zemřel v březnu 1895 ve vysokém věku. Je tehdy označován za nestora rakouského soudnictví.